# Merry Christmas, Happy Holidays
Merry Christmas, Happy Holidays è un singolo della boy band statunitense NSYNC, pubblicato il 24 novembre 1998 come primo e unico estratto dal loro secondo album in studio Home for Christmas e come secondo estratto dal loro terzo album The Winter Album.

## Tracce
CD Singolo (Europa)
1. Merry Christmas, Happy Holidays – 3:29
2. All I Want Is You (This Christmas) – 3:43

CD Singolo (USA)
1. Merry Christmas, Happy Holidays (Single Edit) – 3:29
2. Merry Christmas, Happy Holidays (Album Version) – 4:14

## Classifiche
| Classifica (2018) | Posizione massima |
| ----------------- | ----------------- |
| Austria           | 74                |
| Germania          | 57                |
| Svizzera          | 87                |